# سامرویل (آلاباما)
سامرویل (به انگلیسی: Somerville) یک شهر در ایالات متحده آمریکا است که در شهرستان مورگان، آلاباما واقع شده‌است. سامرویل ۷٫۱۲ کیلومتر مربع مساحت و ۷۲۴ نفر جمعیت دارد و ۲۰۰ متر بالاتر از سطح دریا قرار دارد.